# Gunung Manaon I
Gunung Manaon I is een bestuurslaag in het regentschap Padang Lawas Utara van de provincie Noord-Sumatra, Indonesië. Gunung Manaon I telt 896 inwoners (volkstelling 2010).